# Émilie Bicchieri
Émilie Bicchieri (Verceil, 3 mai 1238 - Verceil, 3 mai 1314) est une dominicaine italienne reconnue bienheureuse par l'Église catholique. Elle est fêtée le 3 mai.

## Biographie
Elle naît à Verceil le 3 mai 1238 dans une famille noble. Elle a très tôt une attrait pour le silence et la mortification ainsi que l'amour des pauvres. Elle refuse un mariage proposé par son père. À l'âge de dix-huit ans, l'année 1256, elle prend l’habit religieux dans le couvent de Verceil construit par son père et en devient supérieure. Son hagiographie relate plusieurs faits extraordinaires. Elle guérit des sœurs malades en les bénissant, arrête un incendie par ses prières et reçoit la communion d'un ange. Elle décède le 3 mai 1314.

## Culte
Le pape Clément XIV approuve son culte le 17 juillet 1769. Un an plus tard, une biographie locale de cette religieuse a été publiée. En 1811, on procède à la translation de ses reliques du monastère jusqu'à la cathédrale de Verceil.